# اگویا
اگویا (به پرتغالی: Aguiã) یک سکونتگاه مسکونی در پرتغال است که در Arcos de Valdevez واقع شده‌است.

## خصوصیات
اگویا ۷۳۲ نفر جمعیت دارد.